# Викторовка (Новониколаевский район)
Викторовка (укр. Вікторівка) — село,
Терсянский сельский совет,
Новониколаевский район,
Запорожская область,
Украина.
Код КОАТУУ — 2323686602. Население по переписи 2001 года составляло 102 человека.

## Географическое положение
Село Викторовка находится на левом берегу реки Верхняя Терса,
выше по течению на расстоянии в 3,5 км расположено село Криновка,
ниже по течению на расстоянии в 2,5 км расположено село Нововикторовка,
на противоположном берегу — село Терновка.